# Ichneumon mainensis
Ichneumon mainensis là một loài tò vò trong họ Ichneumonidae.